# Poroże

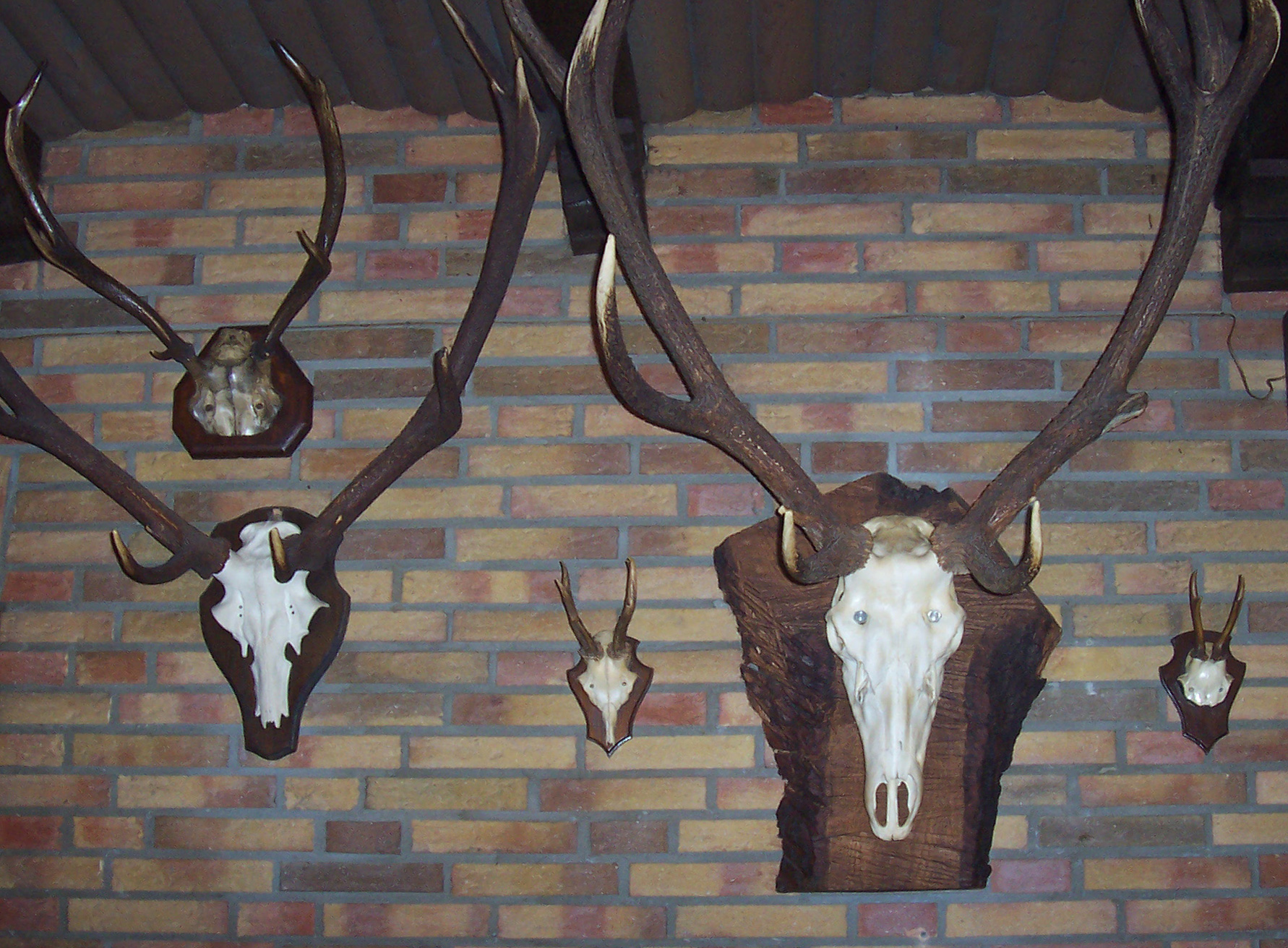
Kolekcja poroży

Poroże (rosochy, wieniec, tyki) – twardy, kostny twór wyrastający z kości czołowej możdżeni na głowie samców jeleniowatych. Wyjątkiem jest renifer, u którego poroże wyrasta również u samic oraz jelonek błotny, u którego poroże nie występuje. Poroże zrzucane i nakładane jest corocznie. Stanowi ono oręż niezbędny bykowi do obrony i w walce o samice podczas godów. Jest trofeum myśliwskim i cenionym surowcem w zdobnictwie i meblarstwie.
Poroże jeleniowatych to wyrostki kości czołowych zbudowane z tkanki kostnej i zupełnie pozbawione substancji rogowej. Poroże składa się z pnia i odchodzących od niego odrostków. Co roku poroże jest zrzucane i odrasta ponownie (jest to proces regeneracji). Tylko dolna część poroża, w postaci guzów na czaszce (możdżenie) stale pokryta jest skórą i nie ulega periodycznemu zrzucaniu. Proces zrzucania poroża jest wynikiem zmian zachodzących w tkankach u podstawy pnia; w tkance kostnej tworzą się jamy, które się wciąż powiększają i w końcu poroże się odłamuje. Rana, która powstała w trakcie zrzucania poroża, szybko zarasta pokrytą delikatnymi włoskami i bogato unaczynioną skórą. Naczynia krwionośne przynoszą substancje odżywcze i szybko rośnie nowe poroże, całkowicie pokryte skórą, tzw. scypułem. Z początku jest zbudowane z tkanki łącznej, już po trzech miesiącach u jelenia szlachetnego prawie całkowicie kostnieje; pokrywający je scypuł jest jednak jeszcze bogato unaczyniony i łatwo ulega obrażeniom i krwawi. W końcu 4 miesiąca scypuł zaczyna wysychać i jeleń ściera go o krzewy i pnie drzew. Poroże uszkodzone w okresie wzrostu rozwija się nieprawidłowo, często w miejscu zranienia tworzy się nowy odrostek. Na rozwoju poroża odbijają się wszelkie zaburzenia w czynnościach organów rozrodczych. 
Pierwsze poroże wyrastające u młodego jelenia jest zwykle nierozwidlone, tworząc tzw. szpice; ich posiadacz nazywany bywa szpicakiem. Gdy ma on już pełne dwa lata, zrzuca poroże, które następnie odrasta, tym razem zaopatrzone zazwyczaj w dwa odrostki. Dawniej sądzono, że co roku wyrasta poroże o większej liczbie odrostków, czyli że po wielkości poroża można dokładnie ocenić wiek jelenia. Tak jednak nie jest, gdyż liczba odrostków tworzących się na porożu zależy od stanu odżywienia osobnika i od jego warunków życia. Jeleń o porożu rozwidlonym z jednym odrostkiem zwie się widłakiem, o porożu z dwoma odrostkami, a więc o trzech końcach – szóstakiem. Po szóstaku idzie ósmak, dziesiątak, dwunastak, itd. Nie zawsze poroże jest symetrycznie zbudowane, często liczba odrostków po obu jego stronach bywa niejednakowa. Myśliwi oceniają jelenie według tej części poroża, która ma większą liczbę odrostków, a więc jeśli z jednej strony jeleń ma 5 odrostków, a z drugiej 4, to nazywa się go dziesiątakiem nieregularnym. U podstawy pnia poroża wytwarzają się liczne kuliste wyrostki, tworzące tzw. różę. Szpice są pozbawione róży. Poroże jelenia nosi myśliwską nazwę wieńca. Niektóre gatunki jeleni mają całe życie poroże z dwóch 'gołych' tyk tzw. szydlarz lub o jednym odrostku, u innych dochodzą maksymalnie do dwóch odrostków. Zazwyczaj liczba odrostków zwiększa się z wiekiem, ulegając w starości redukcji. U bardzo starych osobników poroże może być ograniczone do grubego i długiego pnia z jednym stosunkowo krótkim odrostkiem. Jelenie z takim uwstecznionym porożem są bardzo niebezpieczne dla innych jeleni. Poroże poszczególnych gatunków jeleniowatych ma bardzo rozmaite kształty.
U niektórych gatunków (łoś, daniel) poroże nazywane jest od swojego kształtu łopatami. Samce wykształcające takie poroże nazywane są w gwarze myśliwskiej łopataczami.